# Ella Wilks
Ella Wilks (* 24. Februar 1985 in Wellington) ist eine neuseeländische Schauspielerin.

## Leben und Karriere
Ella Wilks erhielt in der zweiten Staffel der neuseeländischen Science-Fiction-Serie The Tribe eine Hauptrolle als „Danni“, nachdem sie vier Jahre lang Schauspiel- und drei Jahre Tanzunterricht genommen hatte. Mit ihrer Rolle sollte sie vor allem den ausgeschiedenen Charakter Amber, gespielt von Beth Allen, ersetzen. Als die Autoren eine Möglichkeit sahen, Amber zurückzuholen, schied ihre Figur mit Beginn der dritten Staffel aus. Nach The Tribe ist Wilks der Schauspielerei treu geblieben und war unter anderem in einer Folge der neuseeländischen Serie The Strip als Sala zu sehen.

## Filmografie
- 1999–2000: The Tribe (Fernsehserie)
- 2001: The Strip (Fernsehserie, 1 Folge)

## Theater
- 1999: Squabble (als Jo)
- 2000: The Crucible (als Judge Hathorn)
- 2004: Mother Courage and Her Children (als Yvette Pottier)